# Луиджи Поджи
Луиджи Поджи (на италиански: Luigi Poggi) е ватикански духовник (вкл. кардинал на Римокатолическата църква), дипломат и библиотекар от италиански произход.
Библиотекар на Светата Римска църква (1992 – 1998). Апостолически нунций в Перу от 21 май 1969 до 1 август 1973 г. и в Италия от 19 април 1986 до 9 април 1992 г.

## Биография
Роден е в Пиаченца на 25 ноември 1917 г. Подготвя се за свещеник в родния си град, а през 1944 г. отива в Рим, за да учи дипломация в Понтификалната църковна академия. Започва работа в Държавния секретариат на Ватикана, където остава в продължение на 20 години, получавайки през 1960 г. титлата домашен прелат при папа Йоан XXIII.
През 1965 г. Поджи става папски нунций за Централна Африка и остава на този пост до края на 1960-те години. Още през 1965 г. става титулярен архиепископ, а през 1966 г. - секретар на Конгрегацията за извънредните църковни работи. През 1970-те години участва в дипломатически мисии, целящи подобряване на отношенията на Ватикана с комунистическите държави от Организацията на Варшавския договор.
След приключването на дейността му в Източна Европа е назначен за папски нунций в Италия, а през 1992 г. - за архивар и библиотекар на Римската църква. През 1994 г. е обявен за кардинал-дякон. През 1998 г. се оттегля от ръководството на Ватиканската библиотека, но продължава да се занимава с дипломатическа работа в Източна Европа. През 2005 г. става кардинал-свещеник, но поради напредналата си възраст няма право да участва в избора на папа Бенедикт XVI.
Луиджи Поджи умира в Рим на 4 май 2010 г.
1. ↑  poggi //   Посетен на 21 октомври 2020 г.